# АПБ (пістолет)
Автоматичний пістолет безшумний (ПБ) — радянський автоматичний пістолет малошумної стрільби. Індивідуальна стрілецька зброя підрозділів воєнної розвідки і спецпідрозділів інших силових структур.

## Історія створення пістолета
Автоматичний пістолет безшумний був розроблений на початку 1970-х на замовлення ГРУ ГШ. На етапі розробки пістолет мав індекс АО-44, після постановки на озброєння — індекс ГРАУ 6П13 і абревіатуру АПБ (скорочення від «автоматичний пістолет безшумний»).
Конструктор — старший науковий співробітник науково-дослідного інституту стрілецької і гарматної зброї ЦНДІ ТОЧМАШ у Клімовську під Москвою кандидат технічних наук О. С. Неугодов. Технічне завдання передбачало доопрацювання для малошумної стрільби автоматичного пістолета Стечкіна. Модернізація полягала у зниженні початкової швидкість кулі штатного патрона до дозвукової. Це було досягнуто за рахунок переробки ствола і розробки для нього приладу безшумної стрільби (ПБС). Додатково замість приставної кобури-приклада був розроблений легкий дротяний плечовий упор.
У 1972 році пістолет прийнятий на озброєння бригад (розвідувальних пунктів) спеціального призначення, рот спеціального призначення армійських розвідувальних батальйонів, а також спецпідрозділів КДБ «Альфа» і «Вимпел».

## Конструкція зброї
Пістолети АПБ, які фактично є модифікацією автоматичного пістолета Стечкина, вироблялися шляхом модернізації пістолетів АПС випущених у 1950-х роках.
В АПБ залишені усі механізми АПС, включно з перемикачем режимів ведення вогню і сповільнювачем темпу стрільби. Для пристосування глушника на ствол надіта спеціальна трубка, що виступає перед затвором. На передній частині трубки виконані кріплення для швидкої установки ПБС. Трубка є знімною, що необхідно для її чищення.
Крім того, з метою зниження початкової швидкості кулі нижче надзвуковий в стінках ствола виконані дві групи отворів, розташованих на дні нарізів. Перша група з чотирьох отворів розташована в 15 мм від патронника, ще вісім отворів — у 15 мм від дульного зрізу. При пострілі, порохові гази проходять крізь ці отвори в трубку довкола ствола, а з неї — в розширювальну камеру глушника. Знімний глушник виконаний за розширювальною схемою: являє собою єдиний циліндр з чотирма сталевими перегородками, які мають отвори для кулі.
Для АПБ незручна і важка кобура-приклад пістолета Стечкіна замінена на легкий знімний приклад, зроблений зі сталевого дроту. Пістолет переноситься у шкіряній кобурі, приклад і приєднаний до нього для транспортування глушник — у спеціальному підсумку.

## Досвід застосування
Пістолет широко і з успіхом використовувався радянськими військами під час війни в Афганістані. Завдяки великій вазі у поєднанні з відносно слабким патроном, глушнику і прикладу, які придають зброї додаткового балансування, АПБ дозволяє вести з нього автоматичний вогонь короткими чергами з досить високою купчастістю і точністю на дистанції 25-50 метрів.
Після розпаду СРСР АПБ знаходиться на озброєнні спецпідрозділів збройних сил та інших спецслужб більшості пострадянських країн.